# Centaurea malacitana
Centaurea malacitana — вид квіткових рослин айстрових (Asteraceae). Ендемік півдня Іспанії (Андалусії).
Росте на висотах 0–1700 метрів над рівнем моря. Населяє просіки в чагарниках, узбіччях доріг тощо; на вапняних або кременистих субстратах. Висота рослини 15–50 см. Період цвітіння: лютий — липень.